# NGC 1103
NGC 1103 est une galaxie spirale barrée située dans la constellation de l'Éridan. NGC 1103 a été découverte par l'astronome américain Lewis Swift en 1885.

## Caractéristiques
Sa vitesse par rapport au fond diffus cosmologique est de 3 939 ± 17 km/s, ce qui correspond à une distance de Hubble de 58,1 ± 4,1 Mpc (∼189 millions d'al).
À ce jour, une mesure non basée sur le décalage vers le rouge (redshift) donne une distance d'environ 44,000 Mpc (∼144 millions d'al). Cette valeur est à l'extérieur des valeurs de la distance de Hubble.
La classe de luminosité de NGC 1103 est II et elle présente une large raie HI.

## Supernova
La supernova SN 2011js a été découverte dans NGC 1103 le  31 décembre 2011 par un groupe d'astronomes dans le cadre du relevé CRTS (Catalina Real-Time Transient Survey) de l'institut Caltech et par l'astronome amateur Stan Howerton à l'observatoire Bed and Breakfast. Cette supernova était de type IIn.

## Groupe de NGC 1103
NGC 1103 est la plus grosse et la plus brillante galaxie d'un groupe d'au moins 4 membres qui porte son nom. Les trois autres galaxies du groupe de NGC 1103 sont NGC 1081, IC 1853 et MCG -3-8-37.